# Eurypygiformes
Die Eurypygiformes sind eine aufgrund molekulargenetischer Untersuchungen festgelegte Ordnung der Vögel, zu der nur zwei rezente Arten gehören, der Kagu (Rhynochetos jubatus) und die Sonnenralle (Eurypyga helias). Der Kagu lebt ausschließlich auf der Insel Neukaledonien, die Sonnenralle kommt in tropischen Regenwäldern in Mittel- und Südamerika vor. Beide Vögel werden etwa einen halben Meter lang, ernähren sich carnivor von Wirbellosen und kleinen Wirbeltieren und leben in permanenter Monogamie.

## Systematik
Kagu und Sonnenralle stehen in eigenen monogenerischen Familien (Rhynochetidae und Eurypygidae), die traditionell den Kranichvögeln (Gruiformes) zugeordnet wurden. Innerhalb der Kranichvögel war die nähere Verwandtschaft aber immer umstritten. In jüngerer Zeit häufen sich die Hinweise, dass Kagu und Sonnenralle zwar Schwesterarten sind, aber mit den Kranichvögeln oder einer anderen Vogelordnung überhaupt nichts gemein haben.
Die Zuordnung zu der neuen Ordnung Eurypygiformes wurde 2009 vom International Ornithological Committee und der American Ornithologists’ Union anerkannt.
Möglicherweise müssen auch die fossilen Gattungen Messelornis und Aptornis den Eurypygiformes zugeordnet werden. Der Kagu und die Sonnenralle sind vielleicht die letzten Überreste einer einst viel größeren Klade von Vögeln, die auf Gondwana verbreitet war und durch das Auseinanderdriften der Kontinente getrennt wurde.